# Sun Tzu (Stargate)
El Sun Tzu es un crucero de batalla del universo ficticio de Stargate. Es el quinto BC-304 construido por la Tierra, entrando en servicio en el 2009, bajo control del gobierno chino.

## Historia
La primera misión del EPL Sun Tzu ocurrió a principios de 2009, cuando unió fuerzas junto al Apolo para enfrentar a la nave Colmena potenciada por un ZPM, que se encontraba en el borde de la Vía Láctea tomando una breve pausa del hiperespacio. Ellos, sin embargo, no lograron detener el avance de la Colmena, debido a su casi impenetrable casco.
Ambos cruceros sufrieron un gran daño, pero la Sun Tzu resultó más castigada que el Apolo. Después de que la nave china comenzó a perder atmósfera, la tripulación abandonó la nave y fue transportada a bordo del Apolo, cuyo su motor severamente dañado los dejó a un mes del planeta con Portal más cercano. El Coronel Abe Ellis del Apolo reportó a Atlantis el resultado de la batalla a través un mensaje subespacial.